# Hydrolagus affinis
Hydrolagus affinis е вид хрущялна риба от семейство Chimaeridae.

## Разпространение
Видът е разпространен във Великобритания, Гренландия, Ирландия, Исландия, Испания (Канарски острови), Канада (Лабрадор и Нюфаундленд), Португалия, САЩ и Франция.